# André Krigar
André Krigar (* 1952 in Berlin) ist ein deutscher Maler.

## Biografie
André Krigar wurde 1952 als Sohn des Dokumentarfilmers Kurt Krigar geboren. Von 1972 bis 1979 studierte er Malerei an der Berliner Hochschule der Künste. Seit 1992 gehört Krigar der Künstlergruppe der Norddeutschen Realisten an. Er beteiligte sich an verschiedenen Malaktionen der Gruppe, zum Beispiel an Bord der Gorch Fock, auf dem Flughafen Hamburg, im Bundesrat oder in den Schützengräben des Ersten Weltkriegs am Hartmannsweiler Kopf.
Ausstellungen seiner Werke, teilweise in Gemeinschaftsausstellungen mit anderen Künstlern der Gruppe, fanden seit 1994 regelmäßig vor allem in Galerien und öffentlichen Einrichtungen in Berlin und verschiedenen norddeutschen Städten, aber auch in Süddeutschland, Italien, Finnland, Schweden, Frankreich und den Niederlanden sowie in Kanada statt. 2008 gewann Krigar im niederländischen Noordwijk den Rembrandt Painting Award.
2013 erhielt er als Mitglied der Norddeutschen Realisten den Kunstpreis der Schleswig-Holsteinischen Wirtschaft.
André Krigars Bilder greifen häufig das turbulente Stadtleben auf und entstehen in vielen Fällen auch im plein air-Verfahren, vor Ort statt im Atelier.
Krigars Bilder sind in mehreren Publikation im Druck erschienen. 2004 entstand ein Band mit seinen Bildern und Gedichten von Günter Kunert.